# Hansa-Werk

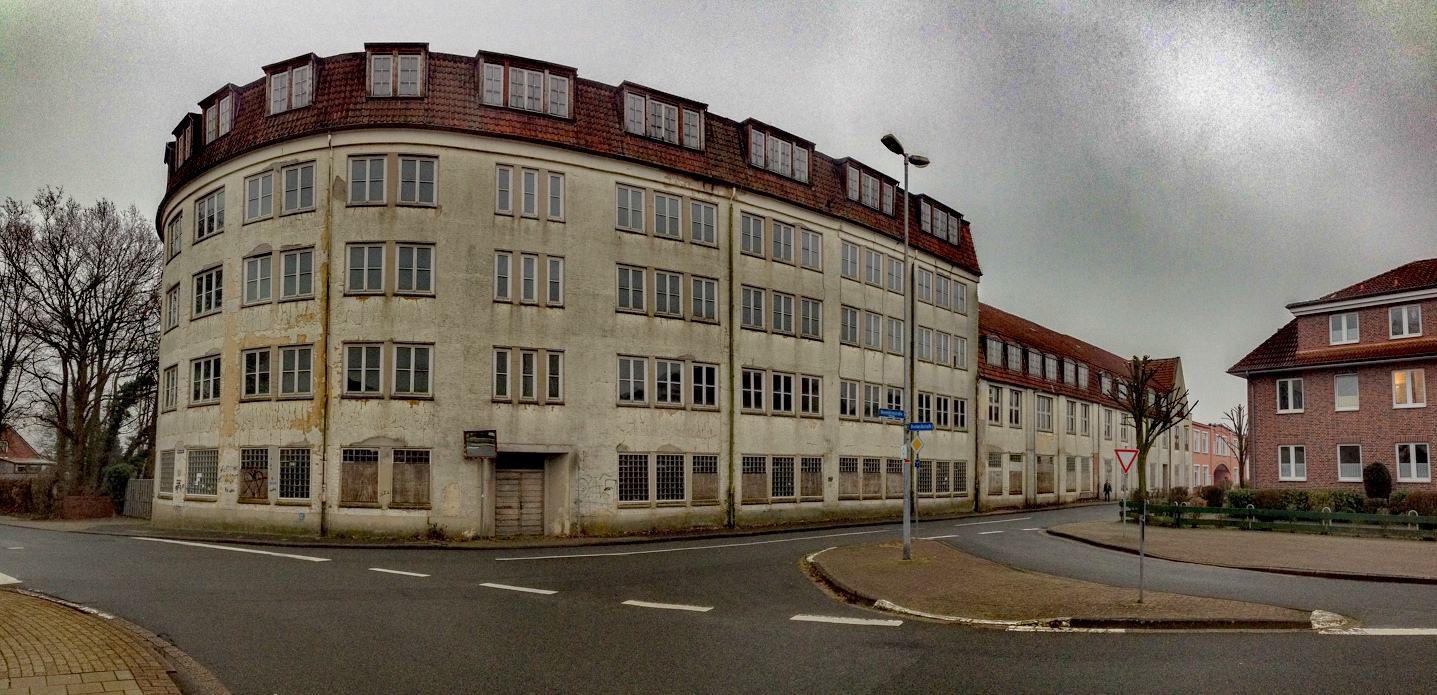
Gebäude des ehemaligen Hansa-Werkes an der Ecke Neumühlenstraße/Hansastraße in Varel, 2018

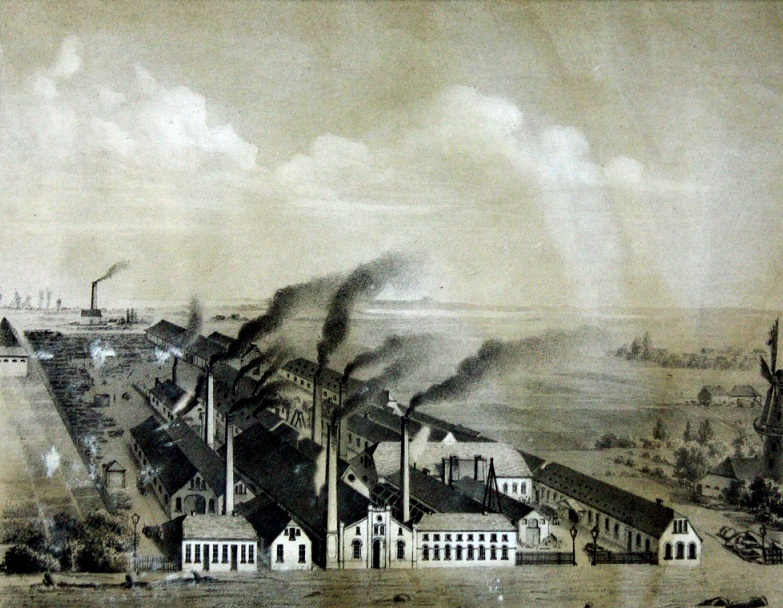
Das Eisenwerk Varel, Gelände Neumühlenstraße, im späten 19. Jahrhundert

Das Hansa-Werk in Varel (Niedersachsen) war eine Fabrik zur industriellen Automobilproduktion für die Hansa-Automobilwerke und die größte Automobilfabrik im Großherzogtum Oldenburg. Der Gebäudekomplex mit Werksareal an der Neumühlenstraße 41–45 entstand im 19. Jahrhundert für das Eisenwerk Varel und wurde von Hansa zwischen 1911 und 1930 genutzt. Ein denkmalgeschützter Teil an der Ecke Neumühlenstraße/Hansastraße und weitere Bereiche des Komplexes sind bis in das 21. Jahrhundert erhalten.

## Geschichte
Die durch August Sporkhorst (1871–1939) und Robert Allmers (1872–1951) 1905 gegründete Hansa-Automobilgesellschaft erwarb 1907 das an der Neumühlenstraße gelegene Betriebsgrundstück des 1842 gegründeten Vareler Eisenwerks, welches im 19. Jahrhundert der größte Industriebetrieb in Varel war. Auf einem Teil des Geländes wurde 1909 mit dem Bau des Hansa-Werks begonnen. Das Eisenwerk Varel hatte nach und nach Betriebsstätten an der Dangaster Straße in Varel verlegt. Im Laufe der Jahre entstand mit den Hansa-Werken einer der größten Arbeitgeber Varels, der in Spitzenzeiten über 1200 Mitarbeiter beschäftigte. 1911 entstand das bis heute erhaltene und denkmalgeschützte Gebäude an der Neumühlenstraße / Ecke Hansastraße. Das halbrunde, viergeschossige Gebäude wurde mit einem Stahlbetonskelett und einem Mansarddach mit Pfannendeckung ausgestattet. Das Gebäude im sachlichen Jugendstil gehört zu den frühsten deutschen Industriebauten. 1930 wurde das Hansa-Werk geschlossen. Insgesamt wurden in Varel mehr als 10.000 Automobile gebaut.